# Giro di Toscana 1999
Il Giro di Toscana 1999, settantaduesima edizione della corsa, si svolse il 2 maggio su un percorso di 199 km, con partenza a Chianciano Terme e arrivo ad Arezzo. Fu vinto dall'italiano Luca Scinto della Mapei-Quick Step davanti ai suoi connazionali Nicola Miceli e Alessandro Spezialetti.

## Ordine d'arrivo (Top 10)
| Pos. | Corridore              | Squadra                      | Tempo    |
| ---- | ---------------------- | ---------------------------- | -------- |
| 1    | Luca Scinto            | Mapei-Quick Step             | 5h18'10" |
| 2    | Nicola Miceli          | Liquigas-Pata                | a 54"    |
| 3    | Alessandro Spezialetti | Mobilvetta Design-Northwave  | a 58"    |
| 4    | Massimo Donati         | Vini Caldirola-Sidermec      | a 1'04"  |
| 5    | Oscar Mason            | Liquigas-Pata                | s.t.     |
| 6    | Gilberto Simoni        | Ballan-Alessio               | s.t.     |
| 7    | Riccardo Forconi       | Mercatone Uno-Bianchi        | s.t.     |
| 8    | Francesco Secchiari    | Saeco                        | s.t.     |
| 9    | Amilcare Tronca        | Amica Chips-Costa de Almeria | s.t.     |
| 10   | Roberto Sgambelluri    | Cantina Tollo                | a 1'15"  |